# Jay Adler
Pour les articles homonymes, voir Adler.
Jay Adler, né le 26 septembre 1896 à New York et mort le 23 septembre 1978 à Los Angeles, est un acteur américain de théâtre, de cinéma et de télévision.

## Biographie
Né à New York, il est l'aîné des enfants de Jacob et Sara Adler, et le frère des célèbres Luther Adler et Stella Adler.
En 1961, Jay Adler apparaît dans l'épisode "The Lady and the Lawyer" dans la série télévisée The Asphalt Jungle (en) et dans The Lawbreakers (en).
Jay Adler décède à l'âge de 81 ans à Woodland Hills, un quartier de Los Angeles, en Californie, et est enterré au Mount Carmel Cemetery, à New York.

## Filmographie

### Cinéma
- 1938 : No Time to Marry : Hess
- 1938 : Penrod and His Twin Brother : Johnson
- 1938 : The Saint in New York : Eddie, a Hood (non crédité)
- 1939 : Murder in the Night : Drunk with Two Girls (non crédité)
- 1950 : Secrets de femmes : City Editor (non crédité)
- 1950 : The Underworld Story : Munsey's Assistant (non crédité)
- 1951 : Dans la gueule du loup : Russell - Hotel Clerk (non crédité)
- 1951 : L'Implacable (Cry Danger) de Robert Parrish : Williams
- 1952 : Aveux spontanés : Henry (non crédité)
- 1952 : L'Inexorable enquête : Bailey (non crédité)
- 1952 : Le Cran d’arrêt (The Turning Point) de William Dieterle  : Sammy Lester (non crédité)
- 1952 : Le Prisonnier de Zenda : Customs Officer (non crédité)
- 1952 : Les Ensorcelés : Mr. Z - Party Invité (non crédité)
- 1952 : Mes six forçats : Steve Kopac
- 1952 : My Man and I : Barman (non crédité)
- 1952 : My Pal Gus : Van Every (non crédité)
- 1952 : Un grand séducteur : Desk Clerk (non crédité)
- 1953 : Investigation criminelle : Frankie Pierce
- 1953 : L'Affaire de la 99ème rue : Christopher
- 1953 : Le Jongleur : Père de Papa Sander - Susy (non crédité)
- 1954 : L'Assassin parmi eux : Uncle Max Charles Martell
- 1954 : Nettoyage par le vide : Joe--Bellhop
- 1955 : Association criminelle : Détective Sam Hill
- 1955 : L'Homme au fusil : Cal (non crédité)
- 1955 : Le Témoin à abattre : Joseph Carter
- 1955 : Les Pièges de la passion : Orry (non crédité)
- 1955 : Murder Is My Beat : Barman Louie
- 1955 : Une femme extraordinaire : Sam - Stationmaster (non crédité)
- 1956 : L'ultime razzia : Leo the Loanshark
- 1956 : La Vie passionnée de Vincent van Gogh : Waiter
- 1956 : Le Repas de noces : Sam Leiter
- 1956 : Runaway Daughters : Mr. Rubeck
- 1957 : Hell on Devil's Island : Toto
- 1957 : Le Grand chantage : Manny Davis (non crédité)
- 1957 : Meurtrière ambition : Nalence
- 1958 : Les Frères Karamazov : Pawnbroker
- 1958 : Libre comme le vent : Hank - Saloon Cleanup Man (non crédité)
- 1958 : Seven Guns to Mesa : Ben Avery
- 1959 : Dans les griffes du vampire : Barman - Jake
- 1959 : Du sang en première page : Lauber (non crédité)
- 1959 : La Colère du juste : Abelman's Feuding Neighbor (non crédité)
- 1960 : Les Jeunes loups : Sammy Trist (non crédité)
- 1962 : L'Inconnu du gang des jeux : Man in Car Accident (non crédité)
- 1963 : L'Offrande : Mr. Lewis
- 1963 : Mercredi soir, 9 heures... : Patient (non crédité)
- 1964 : Rivalités : Barman (non crédité)
- 1965 : Les Tontons farceurs : Mr. Lyman, Attorney
- 1970 : Brother, Cry for Me
- 1970 : Le 3ème Œil : Dr. Yul
- 1972 : Bébé vampire : Old Zack
- 1973 : Bummer : Sid Rosen
- 1974 : Macon County Line : Impound Yard Man

### Télévision

#### Séries télévisées
- 1949 : Your Show Time
- 1952 : The Unexpected
- 1954 : The Ford Television Theatre (en)
- 1954 : The Lone Wolf (en) : Anton Morgay
- 1954-1955 : Treasury Men in Action : Jesse Boone / Jed Winters
- 1956 : The Sheriff of Cochise : Prisoner Herb Ellis
- 1957 : The Joseph Cotten Show: On Trial : Mora
- 1957 : The Lineup : Nevada Jones
- 1957 : The New Adventures of Charlie Chan : Gang Leader Manny Ross
- 1958 : Have Gun - Will Travel : Senior Vittorio Bottellini
- 1958 : Richard Diamond, Private Detective : Herbie Wilkins
- 1958 : Schlitz Playhouse
- 1959 : Bonne chance M. Lucky : J.B.
- 1959 : Bourbon Street Beat : Ben Sharkey
- 1959 : This Man Dawson
- 1959-1961 : The Detectives : Benjy / Chickie Meyers
- 1959-1962 : Les Incorruptibles : Louis Collings / Maxie / Sammy Archer /...
- 1960 : Five Fingers : Franco
- 1960 : Klondike
- 1960 : Lock Up : Lou
- 1960-1963 : 77 Sunset Strip : Bennie / Dave Levenson / Gomates
- 1961 : Au nom de la loi : Ferris
- 1961 : King of Diamonds : Hayes
- 1961 : The Asphalt Jungle (en) : Abe Hirsch
- 1961 : The Barbara Stanwyck Show (en) : Waxman
- 1961-1963 : La quatrième dimension : Gibbons / Tramp
- 1962 : Le Gant de velours : Joseph Zeromski
- 1962 : Target: The Corruptors
- 1962 : Échec et Mat : Baines
- 1963 : Bob Hope Presents the Chrysler Theatre : Menschner
- 1963 : Le Fugitif : Arthur Tibbetts
- 1964 : Ben Casey : Tiger Kelso
- 1964 : Les Accusés : Oscar Strange
- 1964 : Perry Mason : Herman
- 1970 : The Bill Cosby Show : Mr. Abrams
- 1973 : Les Rues de San Francisco : Bags
- 1974-1976 : Police Story : Ari Franco / Taglivini
- 1976 : Baretta : Mottl

#### Téléfilms
- 1961 : Las Vegas Beat : Duke Masters
- 1962 : Belle Sommers
- 1963 : The Plot Thickens : Mr. Lowe